# Giovanni Cianfriglia
Giovanni Cianfriglia (* 5. April 1935 in Anzio; † 30. Oktober 2024) war ein italienischer Stuntman und Schauspieler.

## Leben
Cianfriglia war zu Studienzeiten als Schwimmer und Boxer aktiv; 1958 erhielt er die Gelegenheit, als Double von Steve Reeves bei dessen Herkules-Filmen zu agieren und erhielt auch kleine Rollen in ihnen. Dies führte neben seiner Stunttätigkeit ab den 1960er-Jahren, mit Beteiligung an mehr als 160 Produktionen bis in die 2000er Jahre, zu Auftritten in Klein-, Neben- und gelegentlichen Hauptrollen in zahlreichen Abenteuer-, Western- und Kriminalfilmen, die seine akrobatischen Fähigkeiten einzusetzen verstanden, gelegentlich aber auch in Komödien. Cianfriglia benutzte auch Pseudonyme wie Ken Wood, John Richmond, Phil Karson und Jody Wanger. Letzte schauspielerische Rollen übernahm er 2007 und 2008, sein diesbezügliches Schaffen umfasst mehr als 130 Produktionen für Film und Fernsehen.
Ende Oktober 2024 starb er im Alter von 89 Jahren.

## Filmografie (Auswahl)
- 1958: Die unglaublichen Abenteuer des Herkules (Le fatiche di Ercole)
- 1961: Der Kampf um Troja (La guerra di Troia)
- 1964: Danza macabra
- 1964: Im Tempel des weißen Elefanten (Sandok, il Maciste della giungla)
- 1966: Herausforderung des Herkules (La sfida dei giganti)
- 1966: Das rote Phantom schlägt zu (Superargo contro Diabolicus)
- 1966: Die unerbittlichen Fünf (I cinque della vendetta)
- 1967: Andere beten – Django schießt (Se vuoi vivere… spara!)
- 1967: Chamaco (Killer Kid)
- 1968: Den Geiern zum Fraß (All’ultimo sangue)
- 1968: Il pistolero segnato da Dio
- 1968: Töte alle und kehr allein zurück (Ammazzali tutti e torna solo)
- 1968: Tre croci per non morire
- 1969: La sfida dei MacKenna
- 1970: Adios, Sabata (Indio Black, sai che ti dico: Sei un gran figlio di…)
- 1970: Arriva Durango: paga o muori!
- 1971: Ein Fressen für Django (W Django!)
- 1971: Zeig mir das Spielzeug des Todes (Il giorno del giudizio)
- 1972: Bada alla tua pelle Spirito Santo!
- 1972: Drei Vaterunser für vier Halunken (Il grande duello)
- 1972: Providenza! – Mausefalle für zwei schräge Vögel (La vita a volte è molto dura, vero Provvidenza?)
- 1972: Er säte den Tod (Seminò la morte… lo chiamavano “Castigo di Dio”)
- 1972: Spirito Santo e le 5 magnifiche canaglie
- 1975: Angst über der Stadt (Peur sur la ville)
- 1975: Der Tomatenkrieg (Antonio e Placido – Attenti ragazzi… chi rompe paga)
- 1976: Camorra – Ein Bulle räumt auf (Napoli violenta)
- 1976: Das Schlitzohr und der Bulle (Il trucido e lo sbirro)
- 1976: Keoma – Das Lied des Todes (Keoma)
- 1976: Racket (Il grande racket)
- 1978: Die große Offensive (Il grande attacco)
- 1979: Der Große mit seinem außerirdischen Kleinen (Uno Sceriffo extraterrestre… poco extra e molto terrestre)
- 1980: Buddy haut den Lukas (Chissà perché… capitano tutte a me)
- 1981: Eine Faust geht nach Westen (Occhio alla penna)
- 1982: Banana Joe
- 1982: Gunan – König der Barbaren (Gunan il guerriero)
- 1983: Er – Stärker als Feuer und Eisen (La guerra del ferro – Ironmaster)
- 1987: Die Barbaren (The Barbarians)